# NGC 2525

SN 2018gv

NGC 2525 is een balkspiraalstelsel in het sterrenbeeld Achtersteven. Het hemelobject werd op 23 februari 1791 ontdekt door de Duits-Britse astronoom William Herschel. Het stelsel staat circa 70 miljoen lichtjaar bij de aarde vandaan. Tussen 2018 en 2019  was supernova SN 2018gv in het stelsel zichtbaar.

## Synoniemen
- MCG -2-21-4
- UGCA 135
- IRAS08032-1117
- PGC 22721